# Јасмина Ана
Јасмина Ракитић (Рашка, 1957), познатија под псеудонимом Јасмина Ана, српска је правница, књижевница и новинарка. Тринаест година је била у браку са једним адвокатом, а касније била у вези са Милутином Поповићем Захаром. Била је учесник ријалити програма Фарма и Задруга Елита. Рођена је у Рашкој. Најпознатија је по љубавном роману Снегови Копаоника који је био бестселер. Живи и ради у Београду, и била је велики пријатељ са књижевником Добрицом Ћосићем.

## Дела
- Укус порока (1999)[4]
- Срби као љубавници (2000)
- Парење јелена (2001)
- Снегови Копаоника (2003) награда Хит Либер
- Срби за које се молим (2003) збирка интервјуа
- Српкиње о којима се прича (2005) збирка интервјуа
- Последња лаж (2008)
- Шампањац мог живота (2010)
- Љубавници (2011)
- Адријанини мушкарци (2012)
- Последњи танго у Краљеву (2014)
- Смелост (2018)
- Елитна проститутка (2020)[5]
- Сузе милионера (2025, Књига комерц)